# Ulica Zagórna w Warszawie
Ulica Zagórna – ulica w śródmieściu Warszawy biegnąca od ulicy Solec (z którą się nie krzyżuje) do ulicy Czerniakowskiej. 

## Historia
Nazwa, nadana w 1919, ma charakter topograficzny i nawiązuje do jej sąsiedztwa z ulicą Górną (od 1922 ulica Górnośląska). 
Niegdyś w miejscu ulicy mieściły się duże składy drewna spławianego Wisłą. Ulica została przebita po I wojnie światowej i w latach 1935–1939 była intensywnie zabudowywana. 
W latach 1929–1945 u wylotu ulicy, na terenie Klubu Sportowego Pracowników Miejskich „Syrena” (ul. Solec 8), znajdował się pomnik Syreny.
1 sierpnia 1944 przed godziną „W” patrolujący okolicę Niemcy zatrzymali przejeżdżający ul. Czerniakowską tramwaj, wyciągnęli z niego dwóch młodych Polaków, który następnie rozstrzelali przy ogrodzeniu Szkoły Powszechnej nr 29.
W czasie powstania warszawskiego w rejonie ulic Zagórnej i Idźkowskiego toczyły się ciężkie walki. W budynkach przy ulicy kwaterował batalion „Parasol”, a w domu im. Wojciecha Sawickiego zorganizowano powstańczy szpital polowy nr 2. W pobliżu skrzyżowania ulic Solec i Zagórnej znajdował się właz do kanału, którym 19 września 1944 roku ewakuowało się na Mokotów ok. 200 powstańców ze zgrupowania „Radosław” (wyszli nad ranem 20 września włazem przy ul. Wiktorskiej). To wydarzenie upamiętnia tablica MSI umieszczona na budynku nr 2/4 (od strony Wisłostrady). W 1945 w kanale znajdującym się pod ulicą znaleziono zwłoki 8 osób, które zginęły tam w 1944.
W czasie wojny ocalała część przedwojennej zabudowy po parzystej stronie ulicy (nr 10, 12, 12A i 16) oraz dom im. Wojciecha Sawickiego (nr 9, od lat. 70 XX wieku nr 3). 
We wrześniu 1973 pod nr 1 otwarto hotel „Solec”, wzniesiony w rekordowym czasie 9 miesięcy według zaadaptowanego przez Zygmunta Stępińskiego projektu szwedzkich architektów przez firmę Skånska Cementgjuteriet. Obiekt powstał jako hotel dla szwedzkich budowniczych hotelu Forum. Po ukończeniu jego budowy obiekt zaadaptowano do obsługi ruchu turystycznego przez „Orbis”. Wraz z budową hotelu przebudowano ulicę, jej zmieniono oświetlenie, a w 1974 przeprowadzono remont wszystkich przedwojennych kamienic.
W 2006 zburzono hotel Solec, a w jego miejscu powstał sześciopiętrowy Hotel Etap przemianowany później na hotel Ibis Budget Warszawa Centrum. W 2018 między hotelem Ibis Budget a domem im. Wojciecha Sawickiego powstał budynek hotelu Ibis Styles Warszawa Centrum.

## Ważniejsze obiekty
- Hotel Ibis Budget Warszawa Centrum (nr 1)
- Hotel Ibis Styles Warszawa Centrum (nr 1a)
- Dom im. Wojciecha Sawickiego (nr 3)
- Kościół Matki Boskiej Częstochowskiej
- Parafia Matki Boskiej Częstochowskiej (nr 5)
- Siedziba Rady Kościoła Ewangelicznych Chrześcijan oraz I Zbór Kościoła Ewangelicznych Chrześcijan w Warszawie (nr 10)